# 科奇比哈尔
科奇比哈尔（Koch Bihar），是印度西孟加拉邦科奇比哈尔县的一个城镇。总人口76812（2001年）。

## 人口
该地2001年总人口76812人，其中男性38942人，女性37870人；0—6岁人口6668人，其中男3378人，女3290人；识字率81.66%，其中男性为85.72%，女性为77.48%。